# Prince Louis FC
Der Prince Louis Football Club ist ein afrikanischer Fußballverein aus Bujumbura in Burundi. Er trägt seine Heimspiele im Prince Louis Rwagasore Stadium aus.
Der Verein ist einer der erfolgreichsten seines Landes. Ihm gelang es zweimal, die nationale Meisterschaft zu gewinnen (1976 und 2001) sowie einmal den Burundian Cup. Er konnte sich mehrmals für die afrikanischen Wettbewerbe qualifizieren, scheiterte dort aber meist in der ersten Spielrunde.

## Erfolge
- Burundi Premier League (2): 1976, 2001
- Burundian Cup (1): 1992

## Statistik in den CAF-Wettbewerben
| Wettbewerb                    | Runde         | Gegner          | Hinspiel | Rückspiel |  |
| ----------------------------- | ------------- | --------------- | -------- | --------- |  |
|                               |               |                 |          |           |  |
| African Cup Winners’ Cup 1993 | 1. Runde      | Kabwe Warriors  | 1:2      |           |  |
|                               | 2. Runde      | Jomo Cosmos     | 3:3 (H)  | 0:4 (A)   |  |
| CAF Champions League 2002     | Qualifikation | CD Costa do Sol | 0:4 (A)  | 0:1 (H)   |  |
| CAF Confederation Cup 2007    | Qualifikation | ATRACO FC       | 0:0 (H)  | 0:3 (A)   |  |

- 1989: Das Spiel gegen Kabwe Warriors musste in der 89.min abgebrochen werden. Der Verein erhielt ein 11m zugesprochen, worauf der sambische Verein wütend protestierte und den Schiedsrichter angriff. Daraufhin wurde Kabwe Warriors disqualifiziert und der Prince Louis FC zog in die zweite Spielrunde ein.